# Going Underground
«Going Underground» es una canción por la banda británica The Jam. Fue publicada como sencillo el 10 de marzo de 1980 a través de Polydor Records, alcanzando el puesto #1 en el Reino Unido durante tres semanas.

## Antecedentes
«Going Underground» no fue publicado en ninguno de los 6 álbumes de estudio de la banda, a pesar de que apareció en muchos álbumes recopilatorios. La canción fue publicada como un sencillo de doble lado A junto con «Dreams of Children».
La canción abarca asuntos sociales de ese tiempo tales como la corrupción política, la apatía en los votantes y el Thatcherismo.

## Recepción y legado
Fue el decimoquinto sencillo con más éxito de ventas. La canción fue posicionada en el puesto #2 de los “Sencillos del Año” en 1980 por NME. En marzo de 2005, la revista Q colocó «Going Underground» en el puesto #73 de su lista de “Las 100 Mejores Canciones de Guitarra», y en octubre de 2006, la posicionaron en el #98 de su lista de “Las 100 Mejores Canciones de Todos Los Tiempos».
De acuerdo con Acclaimed Music, «Going Underground» es la 388° canción más celebrada de la historia.

## Versiones en vivo
- Una versión grabada en el Glasgow Apollo en Escocia el 8 de abril de 1982, fue publicada en el álbum en vivo Dig the New Breed.[10]

## Otras versiones
- La banda británica de folk punk, The Bad Shepherds la versionó para su álbum de 2013, Mud, Blood and Beer.[11]
- La canción fue interpretada por la banda estadounidense de rock alternativo, Buffalo Tom para el álbum tributo a The Jam Fire & Skill: The Songs of the Jam.[12] Está versión también fue publicada como un sencillo de doble lado A junto con una versión de «Carnation», interpretada por Liam Gallagher y Steve Cradock, alcanzando el puesto #6 en el UK Singles Chart.[13]
- La banda británica Manfred Mann's Earth Band interpretó la canción para su álbum de 1986, Criminal Tango.[14]
- El DJ británico Daryl Denham publicó una versión bajo el nombre de «Go England» en 2002 después de que Weller le diera permiso para ser adaptada como una canción de fútbol.[15]

## Posicionamiento
| Gráficas (1980)                | Pico de posición |
| ------------------------------ | ---------------- |
| Australia (Kent Music Report)  | 50               |
| Nueva Zelanda (RIANZ)          | 28               |
| Suecia (Sverigetopplistan)     | 18               |
| Reino Unido (UK Singles Chart) | 1                |